# Gloeosoma velox
Gloeosoma velox é uma espécie de insetos coleópteros polífagos pertencente à família Corylophidae.
A autoridade científica da espécie é Wollaston, tendo sido descrita no ano de 1854.
Trata-se de uma espécie presente no território português.